# علم التربية السام

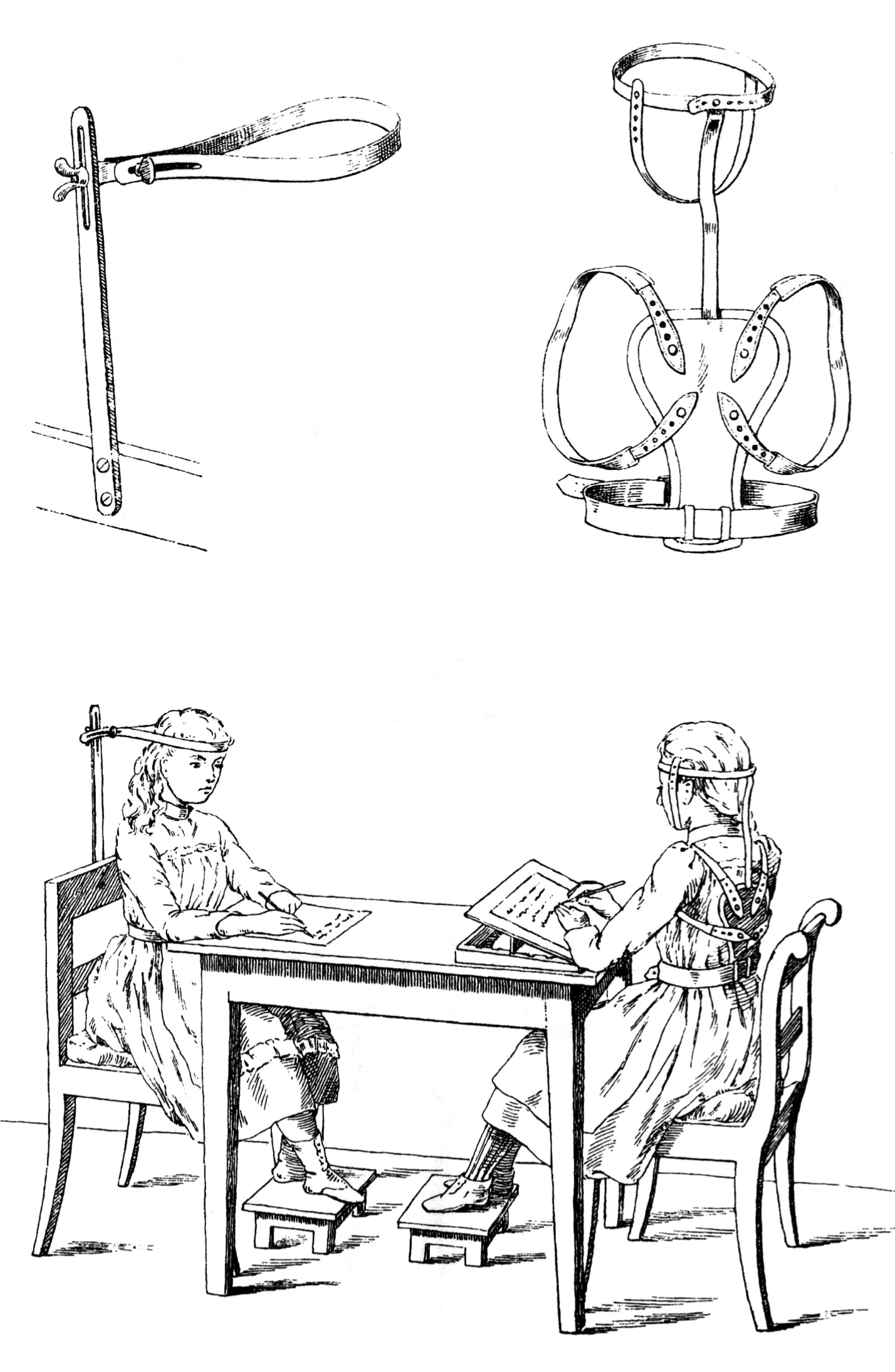
وسائل لتقويم الجلوس على الكرسي

في علم الاجتماع وعلم النفس، علم التربية السام الذي يطلق عليه أيضا علم التربية الأسود، هو أي طريقة تقليدية لتربية الأطفال تعتبرها التربية الحديثة قمعية وضارة. ويتضمن السلوكيات والتواصل التي يعتبرها المنظرون تلاعبًا أو عنيفًا، مثل العقاب البدني.

## أصل المسمى
تم تقديم هذا المفهوم لأول مرة من قبل كاثرينا روتشكي في عملها 1977م، استخدمت عالمة النفس اليس ميلر المفهوم لوصف مناهج تربية الأطفال التي تعتقد انها تضر بالنمو العاطفي للطفل. يدعى ميلر ان هذه الضرر العاطفي المزعوم يعزز سلوك البالغين الضار بالاطفال. والتي تشرح كيف تؤدي التربية السامة إلى اختلالات وظيفية بالإضافة إلى الاعصاب من جميع الانواع. على سبيل المثال قد طرحت في كتابها For your own good , وناقشت تاثيرها المشترك على ثلاث شخصيات متميزة: adolf hitler \ jürgen bartsch \ christiane f , بينما في the body never lies , تحدثت عن تاثير صدمة الطفولة والعواطف المكبوتة على الجسم والروح.
يصف هؤلاء العلماء «علم التربية السامة» بانه ما يحدث عندما يعتقد أحد الوالدين أو المعلم الممرضة أو مقدم الرعاية ان سلوك الطفل الصغير يوضح ان الطفل مصاب ب«بذور الشر» وبتالي يحاول التخلص من خروج الشر من داخله اما عن طريق التلاعب العاطفي أو بالقوة الغاشمة. ومن الامثلة البسية ضرب الأطفال كعقاب على الكذب أو ان الامهات اللواتي يرفضن اطعام الأطفال الرضيعين الجديدين حتى موعد محدد، من اجل تعليمه«الصبر الذي سيكون مفيدا له في وقت لاحق».
تهدف التربية السامة من وجهة نظر العالمة كاثرينا روتشكي، إلى غرس الانا الاجتماعية للطفل، لبناء الدفاع اساسي ضد دوافع نفسية الطفل وتقوية الطفل من اجل الحياة اللاحقة، واستغلال اجزاء الجسم والحواس لصالح المجتمع. على الرغم من ان «علم التربية السامة» لا يخدم الصراحة، الا انه هؤلاء العلماء يزعمون انه تبرير للسادية ودفاع ضد مشاعر الوالد نفسه أو مشاعر الشخص المعني.
بالنسبة للطرق، كما يدعي روتشكي فان «علم التربية السامة» يستخدم طقوس البدء على سبيل المثال: استيعاب تهديد الموت وتطبيق الالم بمافي ذلك النفسي والاشراف الشمولي على الطفل (التحكم في الجسم، والسلوك، والطاعة، والحظر من الكذب وما إلى ذلك.والمحرمات ضد اللمس، وانكار الحاجات الاساسية، والرغبة الشديدة في النظام.

## الخلفية التاريخية
الثقافات القديمة: وصف الرومان العقوبات الجسدية في المدارس.والذي نص الإنجيل أيضا على الضرب للحاجة.
في القرن الثمان عشر، تشهد الشلئعة عن الطبيعة الشريرة للاطفال أو الترويض على الخرافات والرغبة في التمكن من التدريب البشر مثل الحيوانات. في ألمانيا تم الغاء حق الوالدين في تاديب من خلال تغيير القانون في عام 2000 . وقد ارادت الوزيرة الفيدرالية لشؤؤون الاسرة من 1994 إلى 1998 م كلوديا نولت الحفاظ على حق الوالدين في استخدام الضرب الخفيف، على عكس اراء اليس ميلر في كتابها لعام 1980م لصالحك الخاص.
كتب ميلر: «افهم ان» علم اصول التدريس الاسود«هو نهج ابوي موجه نحو كسر ارادة الطفل، من اجل جعله موضوعا مطيعا، وذلك بمساعدة الاستخدام المفتوح أو الخفي للقوة، والتلاعب، والقمع».

## الخلفية النفسية
يتمثل أحد المعايير ذات الصلة في تعريف اصول التربية السامة في ما إذا كان نهج التلاعب يكشف عن المشكلات السلوكية لدى الوالدين مثل العمى في المشاعر أو القسوة أو الكراهية أو الميل نحو العنف، أو إذا كانت المشاعر السلبية قوية مثل: الغضب أو الكراهية يتم التخلص منها فان المشاعر التي تقاومها لا يمكن لنفسية الحدث أو الرضيع مع حدودها العمرية، الدفاع عن نفسها.
توصلت ميلر أيضا إلى نتيجة لعملها العلاجي، انها بحاجة إلى «العمل على طفولتها من اجل فهم عملائها بشكل أفضل» انها تتبنى وجهة نظر القائلة بان «علم اصول التربية السامة» هو سلوك ينتقل من جيل إلى جيل من خلال تلطيفه وتعقيمه.

## الشخصيات
من بين المدافعين المؤثرين عن اشكال مختلفة من العقاب البدني جون هارفي كيلوج\ موريتز شربير \

## المناقشات
تعرف ميلر علم تربية السامة بانه جميع أنواع السلوك التي تعتقد انها تهدف إلى تلاعب بشخصيات الأطفال من خلال القوة أو الخداع. لاينصب تركيزها فقط على الضرب (على الرغم من انها قالت ان كل صفعة هي اذلال وتعارض بوضوح العقاب البدني), ولكن أيضا على اشكال أخرى مختلفة من التلاعب والخداع والنفاق والإكراه، والتي تقول ان الاباء يستخدمونها بشكل شائع والمعلمين ضد الأطفال.
فرانك فوريدي أستاذ بعلم الاجتماع ان مثل هذه التصريحات كاسحة للغاية ومنفصلة عن الواقع. ويصف المداغعون عن الحظر التام للعقاب الجسدي بانه ضد جميع اشكال معاقية الأطفال.
ويرى ان الاجندة الاساسية هي حملة صليبية ضد الوالدين، ويجادل بان بعض الابحاث حول تاثيرات الضرب على الارداف اقل وضوحا بكثير من الادعاءات التي يقدمها من يسميهم ب «المتعصبين المناهضين للصفع».
يؤكد عالم النفس الاجتماعي ديفيد سمايل ام المجتمع يتحمل جزءا كبيرا من المسؤولة عن سلوك الافراد المختل، ولكن حتى الآن لم يعالج هذا باي شكل من الاشكال.
اجرى عالم النفس جيمس دبليو بريسكون، في سبعينيات القرن الماضي بحثا في ترابط بين الام والطفل، ولاحظ وجود صلة بين اضطراب عملية الترابط بين الام والطفل وظهور العنف والسلوك القائم على الخوف لدى الرئيسيات الشابه. والذي يقترح ان نفس الوظائف الدينامكيكية للبشر، من خلال انهيار التعاطف.
في عام 1975م حدد بريسكوت العلاقة بين العنف وتعطيل عميلة الترابط بين الام والطفل في المجتمعات البشرية، بالاعتماد على الدراسة عبر الثقافات لمجتمعات السكان الاصلين وتحليل احصائي لممارسات تلك الثقافات نحو تنشت الام والطفل الطبيعي.عملية الترابط ودراسة المواقف التاريخية تجاه الأطفال من الادب الاميركي والأوروبي والسجل التاريخي.
وخلص إلى ان عملية الترابط بين الام والطفل كانت مؤشرا مطلقا على ظهور العنف، والتسلسل الهرمي، والادوار الصارمة بين الجنسين، وعلم النفس المهين، والاستحواذ العنفي على الأراضي. كمل شكل التدخل في النشاط الجنسي الطبيعي للمراهقين وتعطيله جزءا من الصورة العامة. هذا الاكتشاف لم يكن متوقعا. كانت معظم المجتمعات سلمية، وكانت حالات حدوث مجتمعات شديدة العنف منخفضة.
يقول بريسكوت ان البحث اظهر انه بمرور الوقت، تصبح الممارسات التخريبية «القاعده» ومع نمو الاجيال وتناقل هذه الممارسات، يبدا المجتمع المعني في اظهار نقص واضح في التعاطف، ويتم تقنين العنف. ان التاريخ علم تربية السامة في نظره هو تاريخ هذا التدوين لهذه الممارسات غير التنشئة، على هذه تم العثور على الممارسة المنقولة حاليا.
اظهرت الابحاث الحديثة حول المجتمعات للسكان الاصلين الحية ومراجعه سجل التاريخي لبيانات الاتصال الأول، وغيرها من الملاحظات المسجلة، على مدى 400 عام الماضية ان غالبية ثقافات السكان الاصليين لا تعاقب الأطفال. وتشير البيانات إلى ان الأطفال الذين يعاملون باحترام وثقه وتعاطف أكبر بكثير مما كان يعتقد بسابق.